# 蒔絵師源三郎
蒔絵師源三郎（まきえしげんざぶろう、生没年不詳）とは、江戸時代の人物。

## 来歴
経歴不明。元禄3年（1690年）刊行の『人倫訓蒙図彙』第三巻巻末の挿絵に「蒔絵師源三郎筆」という署名があるのみで、しかもこの署名が無い本も伝わっている。ほかに版本の挿絵で「蒔絵師源三郎」の作といわれているものもあるが、署名はなく定かではない。『退私録』（新井白石著）にある記述から奈良の人といわれてきたが、『退私録』に記されたのは松屋久重（通称塗師屋源三郎）という別人であること、『人倫訓蒙図彙』を出版したのが京都の書肆であることから、「蒔絵師源三郎」も京都の人物だった可能性が指摘されている。『絵本年表』（漆山又四郎著）には、「住吉具慶の洛中洛外の絵巻を見るに源三郎は具慶の門人か左なくも具慶を私淑せる者なるべし」とあるが、これも定かではない。